# 太田市立綿打小学校
太田市立綿打小学校（おおたしりつ わたうちしょうがっこう）は、群馬県太田市新田上田中町にある公立小学校。通称「綿小（わたしょう）」。

## 学区
- 新田20区[1]
- 新田21区
- 新田22区
- 新田23区
- 新田24区
- 新田25区
- 新田26区
- 新田27区
- 新田28区

## 学校周辺
- 太田市立綿打中学校